# Hansi Bächtold
Hansi Bächtold (* 21. August 1956) ist ein ehemaliger Schweizer Motorradrennfahrer und vierfacher Sidecarcross-Weltmeister. Bächtold war offizieller Werksfahrer des niederländischen Geländemaschinen- und Seitenwagengespann-Fabrikanten EML.

## Erfolge
Gerade 20-jährig gewann der gelernte Automechaniker Hansi Bächtold seinen ersten nationalen Titel in der Schweizer Meisterschaft 1977 zusammen mit Stefan Kiser, der ihm bis Ende 1978 als Beifahrer diente. 1979 bis 1981 war er mit Beifahrer Hugo Jung unterwegs und wurde 2 mal Schweizermeister (1989 und 1981). 1980 wurden sie Vize-Schweizer und Vize-Weltmeister. Zusammen mit seinem Beifahrer Fritz Fuß gewann er auch 1984, 1986 und 1987 die Meisterschaft in der Swiss National Sidecarcross Championship. Insgesamt fuhr er 167 Rennen in seiner Laufbahn und gewann davon 42. Hansi Bächtold gab sein Debüt in der Schweizer Meisterschaft 1977 und beendete nach der Saison 1987 im Sidecarcross World Championship seine Rennfahrerlaufbahn aus beruflichen Gründen.

## Statistik

### Seitenwagen-Motocross Grand-Prix
Der Wettbewerb, der 1980 zur Seitenwagen-Motocross-Weltmeisterschaft werden sollte, wurde 1971 als FIM-Cup ins Leben gerufen und 1975 in Europameisterschaft umbenannt. Hansi Bächtolds Ergebnisse in diesen Wettbewerben waren:
| Saison | Beifahrer                                | Marke       | Platzierung | Punkte | Rennen | Siege | Zweiter | Dritter |
| 1977   | Wolf Kieser                              | Yamaha-Wasp | 32          | 2      | 2      | —     | —       | —       |
| 1978   | Hugo Jung und Johan Wenger               | Yamaha-EML  | 14          | 14     | 4      | —     | 1       | —       |
| 1979   | Hugo Jung                                | Yamaha-EML  | 10          | 56     | 18     | —     | 1       | —       |
| 1980   | Hugo Jung                                | Yamaha-EML  | 2           | 148    | 16     | 4     | 2       | 2       |
| 1981   | Hugo Jung                                | Yamaha-EML  | 7           | 57     | 12     | —     | —       | 2       |
| 1982   | Fritz Meyer, Sies Hurkmans und Fritz Fuß | Yamaha-EML  | 7           | 56     | 12     | —     | —       | 4       |
| 1983   | Fritz Fuß                                | Jumbo-EML   | 6           | 77     | 17     | —     | 2       | —       |
| 1984   | Fritz Fuß                                | Jumbo-EML   | 1           | 290    | 22     | 5     | 6       | 3       |
| 1985   | Fritz Fuß                                | Jumbo-EML   | 1           | 290    | 20     | 12    | 1       | —       |
| 1986   | Fritz Fuß                                | Jumbo-EML   | 1           | 389    | 24     | 14    | 1       | 2       |
| 1987   | Fritz Fuß                                | Jumbo-EML   | 1           | 277    | 22     | 7     | 3       | 2       |
|        | Rennsaison 1977 – 1987                   |             |             | 1,656  | 167    | 42    | 17      | 15      |